# Peperomia cochinensis
Peperomia cochinensis är en pepparväxtart som beskrevs av C. Dc.. Peperomia cochinensis ingår i släktet peperomior, och familjen pepparväxter. Inga underarter finns listade i Catalogue of Life.